# VM i ishockey 2013
VM i ishockey 2013 var det 77. verdensmesterskab i ishockey arrangeret af IIHF. Mesterskabet havde deltagelse af 48 landshold, hvilket tangerede deltagerrekorden fra 2008 og 2010. VM havde for første gang deltagelse af Georgien.
Det egentlige VM (såkaldt A-VM eller Top Division) med deltagelse af de 16 bedste hold blev afviklet i Sverige og Finland. Mesterskabet blev vundet af Sverige, som dermed vandt VM for 9. gang. Samtidig var det første gang i 27 år, at værtslandet vandt VM. Det skete senest i 1986, hvor Sovjetunionen triumferede på hjemmebane i Moskva. Svenskerne sikrede sig VM-titlen ved at besejre Schweiz i finalen med 5-1. Schweizerne havde været turneringens store overraskelse og havde opnået ni sejre i træk (herunder også en 3-2-sejr over svenskerne i den indledende runde) inden finalenederlaget til Sverige, og med sølvmedaljerne tangrede holdet sit hidtil bedste VM-resultat, idet Schweiz én gang tidligere – i 1935 på hjemmebane i Davos – var blevet nr. 2 ved VM. Det var endvidere første gang siden 1953, at schweizerne kunne rejse hjem fra VM med medaljer om halsen. Bronzemedaljerne blev vundet af USA, der i bronzekampen besejrede Finland med 3-2 efter forlænget spilletid og straffeslagskonkurrence.
De øvrige 32 deltagende nationer spillede VM-turneringer på seks underliggende niveauer, hvor der blev spillet om op- og nedrykning mellem niveauerne.

## VM
Det egentlig VM (også kaldet "A-VM" eller "Top Division") blev af afviklet i Sverige og Finland i perioden 3. – 19. maj 2013. Det var andet år i træk at Sverige og Finland delte værtskabet, men i modsætning til året før var svenskerne denne gang hovedværtsland, hvilket betød, at de fire afsluttende kampe blev spillet i Stockholm. De øvrige kampe var som året før fordelt med én indledende gruppe og to kvartfinaler i hvert værtsland. Turneringen havde deltagelse af 16 hold: de 14 bedst placerede hold ved VM 2012 samt de to oprykkere fra VM i 1. division gruppe A i 2012, Slovenien og Østrig.
Mesterskabet blev vundet Sverige, som dermed vandt VM for 9. gang. Sverige havde senest vundet VM i 2006. Samtidig var det første gang i 27 år, at værtslandet vandt VM. Det skete nemlig senest i 1986, hvor Sovjetunionen triumferede på hjemmebane i Moskva. Svenskerne sikrede sig VM-titlen ved at besejre Schweiz i finalen med 5-1. Schweizerne havde været turneringens store overraskelse og havde opnået ni sejre i træk (herunder også en 3-2-sejr over svenskerne i den indledende runde) inden finalenederlaget til Sverige, og med sølvmedaljerne tangrede holdet sit hidtil bedste VM-resultat, idet Schweiz én gang tidligere – i 1935 på hjemmebane i Davos – var blevet nr. 2 ved VM. Det var endvidere første gang siden 1953, at schweizerne kunne rejse hjem fra VM med medaljer om halsen.
Bronzemedaljerne blev vundet af USA, der i bronzekampen besejrede Finland med 3-2 efter forlænget spilletid og straffeslagskonkurrence, og dermed vandt amerikanerne VM-medaljer for første gang siden 2004.
Turneringen blev imidlertid en skuffelse for de olympiske mestre fra Canada og Ruslands forsvarende verdensmestre. Canada blev for fjerde år i træk slået ud i kvartfinalerne, hvilket aldrig tidligere var sket for spillets moderland, og Rusland spillede en turnering på det jævne og måtte undervejs bl.a. lide den tort at blive besejret af Frankrig for første gang nogensinde i VM-sammenhæng.
De to nedrykningspladser blev besat af Østrig og Slovenien, som dermed måtte ned i 1. division gruppe A igen efter kun en sæson i topdivisionen.

### Værtslande
Den 21. september 2007 tildelte IIHF's halvårskongres i Vancouver værtskabet for afviklingen af mesterskabet til Sverige. Det var tiende gang, at Sverige skulle arrangere VM, og værtsskabet deltes med Finland således at en gruppes kampe blev spillet i Globen i Stockholm mens den anden gruppe afvikledes i Hartwall-areena i Helsinki. Hver af de to gruppers kvartfinaler spilledes samme sted mens semifinalerne og finalerne blev spillet i Globen.
| Land         | Stemmer |
| ------------ | ------- |
| Sverige      | 70      |
| Hviderusland | 15      |
| Ungarn       | 8       |
| Tjekkiet     | 3       |

Fem lande havde ansøgt om værtskabet. Ud over Sverige var det Hviderusland, Letland, Tjekkiet og Ungarn. Inden afstemningen om værtskabet trak Letland imidlertid sit kandidatur, så der kun var fire lande tilbage at stemme om. Sverige vandt afstemningen klart på en ansøgning, hvor kampene skulle deles mellem Stockholm og Malmö. Den 8. maj 2009 offentliggjorde IIHF imidlertid, at Finland og Sverige var blevet enige om at dele værtskabet for VM-turneringerne i både 2012 og 2013. Tampere var inde i billedet som spillested i Finland, men det endelige valg faldt på Helsinki.

### Værtsbyer og arenaer
| Globen          | Globen i Stockholm         |
| Hartwall-areena | Hartwall-areena i Helsinki |

### Indledende runde
Holdene var blevet inddelt i to grupper med otte hold. Holdene blev fordelt mellem de to grupper efter deres verdensranglisteplacering (angivet i parentes) efter VM 2012. Efterfølgende byttede Rusland og Tjekkiet plads, for at optimere seedningerne for værtslandene.
| Gruppe H      |
| ------------- |
| Rusland (1)   |
| Finland (2)   |
| Slovakiet (6) |
| USA (7)       |
| Tyskland (10) |
| Letland (11)  |
| Frankrig (14) |
| Østrig (15)   |

| Gruppe S          |
| ----------------- |
| Tjekkiet (3)      |
| Sverige (4)       |
| Canada (5)        |
| Norge (8)         |
| Schweiz (9)       |
| Danmark (12)      |
| Hviderusland (13) |
| Slovenien (18)    |

Kampene i gruppe S spilles i Stockholm, mens kampene i gruppe H afvikles i Helsinki.

#### Gruppe H
Alle tidsangivelser er lokal tid (EEST, dvs. UTC+3).
| Dato  | Tid   | Kamp                 | Res. | Perioder               |
| ----- | ----- | -------------------- | ---- | ---------------------- |
| 3.5.  | 15:15 | Frankrig – Slovakiet | 2–6  | 0-1, 0-2, 2-3          |
| 3.5.  | 19:15 | Finland – Tyskland   | 4–3  | 1-0, 1-1, 1-2 1-0      |
| 4.5.  | 11:15 | USA – Østrig         | 5–3  | 1-2, 4-1, 0-0          |
| 4.5.  | 15:15 | Rusland – Letland    | 6–0  | 1-0, 3-0, 2-0          |
| 4.5.  | 19:15 | Finland – Slovakiet  | 2–0  | 1-0, 0-0, 1-0          |
| 5.5.  | 11:15 | Frankrig – Østrig    | 3–1  | 2-0, 1-0, 0-1          |
| 5.5.  | 15:15 | Tyskland – Rusland   | 1–4  | 0-0, 0-2, 1-2          |
| 5.5.  | 19:15 | Letland – USA        | 1–4  | 0-0, 1-2, 0-2          |
| 6.5.  | 15:15 | Tyskland – Slovakiet | 2–3  | 1-0, 0-1, 1-2          |
| 6.5.  | 19:15 | Finland – Frankrig   | 3–1  | 0-0, 2-0, 1-1          |
| 7.5.  | 15:15 | Østrig – Letland     | 6–3  | 2-1, 2-1, 2-1          |
| 7.5.  | 19:15 | Rusland – USA        | 5–3  | 2-2, 1-1, 2-0          |
| 8.5.  | 15:15 | Østrig – Tyskland    | 0–2  | 0-0, 0-1, 0-1          |
| 8.5.  | 19:15 | USA – Finland        | 4–1  | 1-1, 0-0, 3-0          |
| 9.5.  | 15:15 | Rusland – Frankrig   | 1–2  | 0-0, 1-2, 0-0          |
| 9.5.  | 19:15 | Slovakiet – Letland  | 3–5  | 1-3, 1-1, 1-1          |
| 10.5. | 15:15 | Slovakiet – Østrig   | 1–2  | 1-0, 0-1, 0-0 0-0, 0-1 |
| 10.5. | 19:15 | Rusland – Finland    | 2–3  | 0-1, 1-2, 1-0          |
| 11.5. | 11:15 | USA – Frankrig       | 4–2  | 2-0, 0-1, 2-1          |
| 11.5. | 15:15 | Finland – Østrig     | 7–2  | 2-0, 1-0, 4-2          |
| 11.5. | 19:15 | Tyskland – Letland   | 2–0  | 0-0, 1-0, 1-0          |
| 12.5. | 15:15 | USA – Tyskland       | 3–0  | 2-0, 0-0, 1-0          |
| 12.5. | 19:15 | Slovakiet – Rusland  | 1–3  | 0-0, 1-2, 0-1          |
| 13.5. | 15:15 | Letland – Frankrig   | 3–1  | 1-0, 1-0, 1-1          |
| 13.5. | 19:15 | Østrig – Rusland     | 4–8  | 3-3, 1-3, 0-2          |
| 14.5. | 11:15 | Slovakiet – USA      | 4–1  | 2-0, 1-1, 1-0          |
| 14.5. | 15:15 | Frankrig – Tyskland  | 2–3  | 1-1, 1-0, 0-1 0-1      |
| 14.5. | 19:15 | Letland – Finland    | 2–3  | 1-1, 0-1, 1-0 0-1      |

| Hold      | Kampe | Mål   | Mål± | Point |
| --------- | ----- | ----- | ---- | ----- |
| Finland   | 7     | 23-14 | +9   | 16    |
| Rusland   | 7     | 29-14 | +15  | 15    |
| USA       | 7     | 24-16 | +8   | 15    |
| Slovakiet | 7     | 18-17 | +1   | 10    |
| Tyskland  | 7     | 13-16 | −3   | 9     |
| Letland   | 7     | 14-25 | −11  | 7     |
| Frankrig  | 7     | 13-21 | −8   | 7     |
| Østrig    | 7     | 18-29 | −11  | 5     |

#### Gruppe S
Alle tidsangivelser er lokal tid (CEST, dvs. UTC+2).
| Dato  | Tid   | Kamp                     | Res. | Perioder               |
| ----- | ----- | ------------------------ | ---- | ---------------------- |
| 3.5.  | 16:15 | Tjekkiet – Hviderusland  | 2–0  | 1-0, 0-0, 1-0          |
| 3.5.  | 20:15 | Sverige – Schweiz        | 2–3  | 0-0, 1-2, 1-1          |
| 4.5.  | 12:15 | Norge – Slovenien        | 3–1  | 2-1, 0-0, 1-0          |
| 4.5.  | 16:15 | Canada – Danmark         | 3–1  | 0-1, 2-0, 1-0          |
| 4.5.  | 20:15 | Tjekkiet – Sverige       | 1–2  | 0-1, 1-1, 0-0          |
| 5.5.  | 12:15 | Hviderusland – Slovenien | 4–3  | 1-1, 1-0, 2-2          |
| 5.5.  | 16:15 | Schweiz – Canada         | 3–2  | 1-0, 0-1, 1-1 0-0, 1-0 |
| 5.5.  | 20:15 | Norge – Danmark          | 3–2  | 1-0, 1-0, 1-2          |
| 6.5.  | 16:15 | Schweiz – Tjekkiet       | 5–2  | 1-0, 1-2, 3-0          |
| 6.5.  | 20:15 | Sverige – Hviderusland   | 2–1  | 0-1, 1-0, 1-0          |
| 7.5.  | 16:15 | Slovenien – Danmark      | 2–3  | 1-0, 1-1, 0-1 0-1      |
| 7.5.  | 20:15 | Canada – Norge           | 7–1  | 4-0, 1-1, 2-0          |
| 8.5.  | 16:15 | Slovenien – Schweiz      | 1–7  | 1-3, 0-3, 0-1          |
| 8.5.  | 20:15 | Norge – Sverige          | 1–5  | 0-2, 1-0, 0-3          |
| 9.5.  | 16:15 | Tjekkiet – Danmark       | 2–1  | 0-0, 0-0, 1-1 0-0, 1-0 |
| 9.5.  | 20:15 | Sverige – Canada         | 0–3  | 0-1, 0-2, 0-0          |
| 10.5. | 16:15 | Slovenien – Tjekkiet     | 2–4  | 2-2, 0-0, 0-2          |
| 10.5. | 20:15 | Hviderusland – Canada    | 1–4  | 0-2, 0-1, 1-1          |
| 11.5. | 12:15 | Schweiz – Danmark        | 4–1  | 1-0, 1-1, 2-0          |
| 11.5. | 16:15 | Sverige – Slovenien      | 2–0  | 0-0, 1-0, 1-0          |
| 11.5. | 20:15 | Norge – Hviderusland     | 3–1  | 1-0, 1-0, 1-1          |
| 12.5. | 16:15 | Canada – Tjekkiet        | 2–1  | 1-1, 0-0, 1-0          |
| 12.5. | 20:15 | Norge – Schweiz          | 1–3  | 0-2, 0-1, 1-0          |
| 13.5. | 16:15 | Danmark – Hviderusland   | 3–2  | 2-0, 1-2, 0-0          |
| 13.5. | 20:15 | Canada – Slovenien       | 4–3  | 0-2, 2-1, 1-0 1-0      |
| 14.5. | 12:15 | Hviderusland – Schweiz   | 1–4  | 0-1, 0-0, 1-3          |
| 14.5. | 16:15 | Tjekkiet – Norge         | 7–0  | 3-0, 2-0, 2-0          |
| 14.5. | 20:15 | Danmark – Sverige        | 2–4  | 1-0, 1-1, 0-3          |

| Hold         | Kampe | Mål   | Mål± | Point |
| ------------ | ----- | ----- | ---- | ----- |
| Schweiz      | 7     | 29-10 | +19  | 20    |
| Canada       | 7     | 25-10 | +15  | 18    |
| Sverige      | 7     | 17-11 | +6   | 15    |
| Tjekkiet     | 7     | 19-12 | +7   | 11    |
| Norge        | 7     | 12-26 | −14  | 9     |
| Danmark      | 7     | 13-20 | −7   | 6     |
| Hviderusland | 7     | 10-21 | −11  | 3     |
| Slovenien    | 7     | 12-27 | −15  | 2     |

### Kvartfinaler, semifinaler og finaler
Kvartfinalerne, semifinalerne, bronzekampen og finalen bliver alle spillet i Stockholm, bortset fra de to kvartfinaler med hold fra gruppe H, som bliver spillet i Helsinki. Alle tidsangivelser er lokal tid, dvs. EEST (UTC+3) for Helsinki og CEST (UTC+2) for Stockholm.
| Dato         | Tid   | Kamp                | Res. | Perioder               | Spillested |
| ------------ | ----- | ------------------- | ---- | ---------------------- | ---------- |
| Kvartfinaler |       |                     |      |                        |            |
| 16.5.        | 13:00 | Rusland – USA       | 3–8  | 1-2, 0-2, 2-4          | Helsinki   |
| 16.5.        | 14:45 | Schweiz – Tjekkiet  | 2–1  | 1-0, 1-0, 0-1          | Stockholm  |
| 16.5.        | 18:30 | Finland – Slovakiet | 4–3  | 3-0, 0-2, 1-1          | Helsinki   |
| 16.5.        | 20:15 | Canada – Sverige    | 2–3  | 0-0, 1-0, 1-2 0-0, 0-1 | Stockholm  |
| Semifinaler  |       |                     |      |                        |            |
| 18.5.        | 15:00 | Finland – Sverige   | 0–3  | 0-1, 0-1, 0-1          | Stockholm  |
| 18.5.        | 19:00 | Schweiz – USA       | 3–0  | 0-0, 1-0, 2-0          | Stockholm  |
| Bronzekamp   |       |                     |      |                        |            |
| 19.5.        | 16:00 | Finland – USA       | 2–3  | 0-2, 0-0, 2-0 0-0, 0-1 | Stockholm  |
| Finale       |       |                     |      |                        |            |
| 19.5.        | 20:30 | Schweiz – Sverige   | 1–5  | 1-2, 0-0, 0-3          | Stockholm  |

|  | Kvartfinaler | Kvartfinaler | Kvartfinaler |         |           | Semifinaler | Semifinaler | Semifinaler |  |  | Finale | Finale  | Finale |
|  |              |              |              |         |           |             |             |             |  |  |        |         |        |
|  | S1           | Schweiz      | 2            |         |           |             |             |             |  |  |        |         |        |
|  | S4           | Tjekkiet     | 1            |         |           |             |             |             |  |  |        |         |        |
|  | S4           | Tjekkiet     | 1            |         | S1        | Schweiz     | 3           |             |  |  |        |         |        |
|  |              |              |              |         | S1        | Schweiz     | 3           |             |  |  |        |         |        |
|  |              | H3           | USA          | 0       |           |             |             |             |  |  |        |         |        |
|  | H2           | H3           | USA          | 0       | Rusland   | 3           |             |             |  |  |        |         |        |
|  | H2           |              |              |         | Rusland   | 3           |             |             |  |  |        |         |        |
|  | H3           | USA          | 8            |         |           |             |             |             |  |  |        |         |        |
|  |              |              |              |         |           |             |             |             |  |  | S1     | Schweiz | 1      |
|  |              |              | S3           | Sverige | 5         |             |             |             |  |  |        |         |        |
|  | S3           | Sverige      | 3            |         |           |             |             |             |  |  |        |         |        |
|  | S2           | Canada       | 2            |         |           |             |             |             |  |  |        |         |        |
|  | S2           | Canada       | 2            |         | S3        | Sverige     | 3           |             |  |  |        |         |        |
|  |              |              |              |         | S3        | Sverige     | 3           |             |  |  |        |         |        |
|  |              | H1           | Finland      | 0       |           |             |             |             |  |  |        |         |        |
|  | H4           | H1           | Finland      | 0       | Slovakiet | 3           |             |             |  |  |        |         |        |
|  | H4           |              |              |         | Slovakiet | 3           |             |             |  |  |        |         |        |
|  | H1           | Finland      | 4            |         |           |             |             |             |  |  |        |         |        |

### Samlet rangering
| Plac.  | Hold         | Kommentar                                                                       |
| ------ | ------------ | ------------------------------------------------------------------------------- |
| Guld   | Sverige      | 9. VM-titel. Vandt senest i 2006                                                |
| Sølv   | Schweiz      | Tangering af holdets bedste VM-resultat nogensinde (blev også nr. 2 i 1935)     |
| Bronze | USA          | Bedste VM-placering siden 2004                                                  |
| 4.     | Finland      | Tabte i bronzekampen for andet år i træk                                        |
| 5.     | Canada       | Blev nr. 5 for tredje år i træk.                                                |
| 6.     | Rusland      | Dårligste VM-placering siden 10.-pladsen i 2004                                 |
| 7.     | Tjekkiet     | Tangering af dårligste VM-placering nogensinde (blev også nr. 7 i 1994 og 2007) |
| 8.     | Slovakiet    |                                                                                 |
| 9.     | Tyskland     |                                                                                 |
| 10.    | Norge        | Dårligste VM-placering siden 11.-pladsen i 2009                                 |
| 11.    | Letland      |                                                                                 |
| 12.    | Danmark      |                                                                                 |
| 13.    | Frankrig     |                                                                                 |
| 14.    | Hviderusland | Blev nr. 14 for tredje år i træk                                                |
| 15.    | Østrig       | Nedrykning til VM i 1. division gruppe A i 2014                                 |
| 16.    | Slovenien    | Nedrykning til VM i 1. division gruppe A i 2014                                 |

### Medaljevindere
| Guld | Sølv | Bronze |
| --- | --- | --- |
| Sverige | Schweiz | USA |
| Dick Axelsson Nicklas Danielsson Alexander Edler Jhonas Enroth Jimmy Ericsson Loui Eriksson Elias Falth Johan Fransson Petter Granberg Erik Gustafsson Johan Gustafsson Simon Hjalmarsson Andreas Jämtin Calle Järnkrok Staffan Kronwall Gabriel Landeskog Oscar Lindberg Joel Lundqvist Jacob Markström Niklas Persson Fredrik Pettersson Daniel Sedin Henrik Sedin Henrik Tallinder Martin Thörnberg | Andres Ambühl Reto Berra Matthias Bieber Severin Blindenbacher Eric Blum Simon Bodenmann Luca Cunti Raphael Diaz Philippe Furrer Ryan Gardner Martin Gerber Robin Grossmann Patrick von Gunten Denis Hollenstein Roman Josi Thibaut Monnet Simon Moser Nino Niederreiter Martin Plüss Mathias Seger Reto Suri Morris Trachsler Julien Vauclair Julian Walker | Ben Bishop Nick Bjugstad Bobby Butler Chris Butler Matthew Carle Ryan Carter Justin Faulk Alex Galchenyuk John Gibson Stephen Gionta Cal Heeter Matt Hunwick Erik Johnson Danny Kristo Drew LeBlanc Jamie McBain David Moss T.J. Oshie Aaron Palushaj Jeff Petry Craig Smith Tim Stapleton Paul Stastny Nate Thompson Jacob Trouba |

### Hædersbevisninger
Tekst mangler, hjælp os med at skrive teksten

## 1. division

### Gruppe A
1. division gruppe A var andet niveau i VM-hierarkiet. Turneringen havde deltagelse af seks hold, der spillede en enkeltturnering alle-mod-alle. De to bedst placerede hold i turneringen, Kasakhstan og Italien, rykkede et niveau op, dvs. til det egentlige VM i 2014, mens holdet, der sluttede på sjettepladsen, Storbritannien, rykkede ned i 1. division gruppe B.
Turneringen blev spillet i László Papp Sportarena i Budapest, Ungarn i perioden 14. – 20. april 2013.
| Dato  | Tid   | Kamp                        | Res. | Perioder               |
| ----- | ----- | --------------------------- | ---- | ---------------------- |
| 14.4. | 12:30 | Japan – Kasakhstan          | 2–5  | 1-1, 1-2, 0-2          |
| 14.4. | 16:00 | Sydkorea – Italien          | 0–4  | 0-1, 0-2, 0-1          |
| 14.4. | 19:30 | Storbritannien – Ungarn     | 2–4  | 1-0, 1-3, 0-1          |
| 15.4. | 12:30 | Italien – Japan             | 4–1  | 1-0, 2-0, 1-1          |
| 15.4. | 16:00 | Kasakhstan – Storbritannien | 5–0  | 2-0, 1-0, 2-0          |
| 15.4. | 19:30 | Ungarn – Sydkorea           | 4–5  | 3-0, 1-1, 0-3 0-0, 0-1 |
| 17.4. | 12:30 | Sydkorea – Japan            | 5–6  | 0-1, 3-3, 2-2          |
| 17.4. | 16:00 | Italien – Storbritannien    | 5–1  | 1-1, 1-0, 3-0          |
| 17.4. | 19:30 | Kasakhstan – Ungarn         | 1–2  | 0-0, 1-1, 0-1          |
| 19.4. | 12:30 | Kasakhstan – Sydkorea       | 4–2  | 3-0, 1-0, 0-2          |
| 19.4. | 16:00 | Japan – Storbritannien      | 4–1  | 1-0, 1-0, 2-1          |
| 19.4. | 19:30 | Ungarn – Italien            | 1–2  | 1-1, 0-0, 0-1          |
| 20.4. | 12:30 | Storbritannien – Sydkorea   | 1–4  | 1-0, 0-3, 0-1          |
| 20.4. | 16:00 | Italien – Kasakhstan        | 0–3  | 0-1, 0-1, 0-1          |
| 20.4. | 19:30 | Ungarn – Japan              | 1–0  | 1-0, 0-0, 0-0          |

| Hold           | Kampe | Mål   | Mål± | Point |
| -------------- | ----- | ----- | ---- | ----- |
| Kasakhstan     | 5     | 18-60 | +12  | 12    |
| Italien        | 5     | 15-60 | +9   | 12    |
| Ungarn         | 5     | 12-10 | +2   | 10    |
| Japan          | 5     | 13-16 | −3   | 6     |
| Sydkorea       | 5     | 16-19 | −3   | 5     |
| Storbritannien | 5     | 05-22 | −17  | 0     |

### Gruppe B
1. division gruppe B var tredje niveau i VM-hierarkiet. Turneringen havde deltagelse af seks hold, der spillede en enkeltturnering alle-mod-alle. Vinderen af turneringen, Ukraine, rykkede et niveau op, dvs. til 1. division gruppe A i 2014, mens holdet, der sluttede på sjettepladsen, Estland, rykkede ned i 2. division gruppe A.
Turneringen blev spillet i Ice Palace Druzhba i Donetsk, Ukraine i perioden 14. – 20. april 2013.
| Dato  | Tid   | Kamp               | Res.  | Perioder          |
| ----- | ----- | ------------------ | ----- | ----------------- |
| 14.4. | 12:00 | Holland – Estland  | 5–4   | 2-0, 2-3, 1-1     |
| 14.4. | 15:30 | Polen – Litauen    | 5–0   | 1-0, 2-0, 2-0     |
| 14.4. | 19:00 | Ukraine – Rumænien | 8–1   | 1-0, 5-0, 2-1     |
| 15.4. | 13:00 | Litauen – Holland  | 3–5   | 1-2, 1-2, 1-1     |
| 15.4. | 16:30 | Rumænien – Polen   | 1–6   | 1-0, 0-3, 0-3     |
| 15.4. | 20:00 | Estland – Ukraine  | 1–8   | 1-2, 0-2, 0-4     |
| 17.4. | 13:00 | Estland – Rumænien | 3–6   | 1-2, 2-2, 0-2     |
| 17.4. | 16:30 | Polen – Holland    | 3–1   | 1-1, 1-0, 1-0     |
| 17.4. | 20:00 | Ukraine – Litauen  | 7–0   | 2-0, 2-0, 3-0     |
| 18.4. | 13:00 | Polen – Estland    | 5–3   | 1-0, 2-2, 2-1     |
| 18.4. | 16:30 | Rumænien – Litauen | 2–1   | 1-0, 0-1, 1-0     |
| 18.4. | 20:00 | Holland – Ukraine  | 2–3   | 2-0, 0-2, 0-0 0-1 |
| 20.4. | 12:00 | Holland – Rumænien | 6–2   | 3-0, 1-1, 2-1     |
| 20.4. | 15:30 | Litauen – Estland  | 12–30 | 1-1, 3-2, 8-0     |
| 20.4. | 19:00 | Ukraine – Polen    | 4–3   | 0-2, 3-0, 1-1     |

| Hold     | Kampe | Mål   | Mål± | Point |
| -------- | ----- | ----- | ---- | ----- |
| Ukraine  | 5     | 30-70 | +23  | 14    |
| Polen    | 5     | 22-90 | +13  | 12    |
| Holland  | 5     | 19-15 | +4   | 10    |
| Rumænien | 5     | 12-24 | −12  | 6     |
| Litauen  | 5     | 16-22 | −6   | 3     |
| Estland  | 5     | 14-36 | −22  | 0     |

## 2. division

### Gruppe A
2. division gruppe A var fjerde niveau i VM-hierarkiet. Turneringen havde deltagelse af seks hold, der spillede en enkeltturnering alle-mod-alle. Vinderen af turneringen, Kroatien, rykkede et niveau op, dvs. til 1. division gruppe B i 2014, mens holdet, der sluttede på sjettepladsen, Spanien, rykkede ned i 2. division gruppe B.
Turneringen blev spillet i Dom Sportova i Zagreb, Kroatien i perioden 14. – 20. april 2013.
| Dato  | Tid   | Kamp                  | Res. | Perioder               |
| ----- | ----- | --------------------- | ---- | ---------------------- |
| 14.4. | 13:00 | Belgien – Island      | 4–1  | 2-0, 1-1, 1-0          |
| 14.4. | 16:30 | Kroatien – Australien | 3–1  | 1-1, 1-0, 1-0          |
| 14.4. | 20:15 | Spanien – Serbien     | 3–4  | 1-1, 1-1, 1-2          |
| 15.4. | 13:00 | Australien – Island   | 2–3  | 1-2, 0-0, 1-0 0-0, 0-1 |
| 15.4. | 16:30 | Serbien – Belgien     | 0–4  | 0-1, 0-0, 0-3          |
| 15.4. | 20:15 | Spanien – Kroatien    | 2–6  | 0-4, 1-1, 1-1          |
| 17.4. | 13:00 | Australien – Serbien  | 3–5  | 1-2, 0-3, 2-0          |
| 17.4. | 16:30 | Spanien – Belgien     | 3–6  | 0-3, 0-1, 3-2          |
| 17.4. | 20:15 | Kroatien – Island     | 6–1  | 1-0, 0-0, 5-1          |
| 19.4. | 13:00 | Island – Spanien      | 6–3  | 1-1, 1-1, 4-1          |
| 19.4. | 16:30 | Belgien – Australien  | 1–3  | 0-1, 1-0, 0-2          |
| 19.4. | 20:15 | Serbien – Kroatien    | 4–6  | 0-2, 3-3, 1-1          |
| 20.4. | 13:00 | Australien – Spanien  | 4–1  | 2-0, 1-0, 1-1          |
| 20.4. | 16:30 | Island – Serbien      | 5–1  | 1-0, 2-1, 2-0          |
| 20.4. | 20:15 | Kroatien – Belgien    | 6–0  | 2-0, 0-0, 4-0          |

| Hold       | Kampe | Mål   | Mål± | Point |
| ---------- | ----- | ----- | ---- | ----- |
| Kroatien   | 5     | 27-80 | +19  | 15    |
| Belgien    | 5     | 15-13 | +2   | 9     |
| Island     | 5     | 16-16 | 0    | 8     |
| Australien | 5     | 13-13 | 0    | 7     |
| Serbien    | 5     | 14-21 | −7   | 6     |
| Spanien    | 5     | 12-26 | −14  | 0     |

### Gruppe B
2. division gruppe B var femte niveau i VM-hierarkiet. Turneringen havde deltagelse af seks hold, der spillede en enkeltturnering alle-mod-alle. Vinderen af turneringen, Israel, rykkede et niveau op, dvs. til 2. division gruppe A i 2014, mens holdet, der sluttede på sjettepladsen, Bulgarien, rykkede ned i 3. division.
Turneringen blev spillet i KBB Ice Arena i Izmit, Tyrkiet i perioden 21. – 27. april 2013.
| Dato  | Tid   | Kamp                    | Res.  | Perioder          |
| ----- | ----- | ----------------------- | ----- | ----------------- |
| 21.4. | 13:00 | Bulgarien – New Zealand | 05–10 | 1-3, 2-3, 2-4     |
| 21.4. | 16:30 | Kina – Israel           | 3–6   | 0-3, 2-2, 1-1     |
| 21.4. | 20:00 | Tyrkiet – Mexico        | 4–6   | 1-3, 0-1, 3-2     |
| 22.4. | 13:00 | New Zealand – Mexico    | 4–2   | 2-1, 1-0, 1-1     |
| 22.4. | 16:30 | Kina – Bulgarien        | 9–6   | 3-1, 4-1, 2-4     |
| 22.4. | 20:00 | Israel – Tyrkiet        | 5–3   | 0-1, 2-2, 3-0     |
| 24.4. | 13:00 | New Zealand – Israel    | 2–3   | 0-2, 1-1, 1-0     |
| 24.4. | 16:30 | Bulgarien – Mexico      | 7–8   | 2-3, 2-2, 3-2 0-1 |
| 24.4. | 20:00 | Kina – Tyrkiet          | 3–2   | 1-0, 1-0, 1-2     |
| 25.4. | 13:00 | Israel – Bulgarien      | 13–20 | 5-1, 3-1, 5-0     |
| 25.4. | 16:30 | Mexico – Kina           | 5–0   | 2-0, 2-0, 1-0     |
| 25.4. | 20:00 | Tyrkiet – New Zealand   | 1–2   | 0-0, 1-2, 0-0     |
| 27.4. | 13:00 | Mexico – Israel         | 4–3   | 0-0, 1-2, 3-1     |
| 27.4. | 16:30 | Bulgarien – Tyrkiet     | 3–6   | 3-1, 0-2, 0-3     |
| 27.4. | 20:00 | New Zealand – Kina      | 6–5   | 2-1, 0-3, 4-1     |

| Hold        | Kampe | Mål   | Mål± | Point |
| ----------- | ----- | ----- | ---- | ----- |
| Israel      | 5     | 30-14 | +16  | 12    |
| New Zealand | 5     | 24-16 | +8   | 12    |
| Mexico      | 5     | 25-18 | +7   | 11    |
| Kina        | 5     | 20-25 | −5   | 6     |
| Tyrkiet     | 5     | 16-19 | −3   | 3     |
| Bulgarien   | 5     | 23-46 | −23  | 1     |

## 3. division
3. division var sjette niveau i VM-hierarkiet. Turneringen havde deltagelse af seks hold, herunder to hold, der gik videre fra kvalifikationen til 3. division, der blev afviklet det foregående efterår. De seks hold spillede en enkeltturnering alle-mod-alle. Vinderen af turneringen, Sydafrika, rykkede et niveau op, dvs. til 2. division gruppe B, i 2014, mens holdene, der slutter på femte- eller sjettepladsen, Grækenland og Forenede Arabiske Emirater, muligvis skal spille kvalifikation for at forblive i 3. division (afhængigt af antallet af tilmeldte hold i 2014).
Turneringen blev spillet i Grandwest Ice Arena i Cape Town, Sydafrika i perioden 15. – 21. april 2013.
| Dato  | Tid   | Kamp                    | Res.  | Perioder      |
| ----- | ----- | ----------------------- | ----- | ------------- |
| 15.4. | 13:00 | Nordkorea – FAE         | 5–3   | 3-1, 1-1, 1-1 |
| 15.4. | 16:15 | Grækenland – Irland     | 3–6   | 1-1, 1-1, 1-4 |
| 15.4. | 20:00 | Luxembourg – Sydafrika  | 2–5   | 0-0, 2-3, 0-2 |
| 16.4. | 13:00 | FAE – Grækenland        | 3–4   | 2-1, 0-3, 1-0 |
| 16.4. | 16:15 | Nordkorea – Luxembourg  | 5–2   | 2-0, 3-0, 0-2 |
| 16.4. | 20:00 | Sydafrika – Irland      | 7–4   | 1-0, 3-2, 3-2 |
| 18.4. | 13:00 | Luxembourg – Irland     | 5–0   | 0-0, 2-0, 3-0 |
| 18.4. | 16:15 | Nordkorea – Grækenland  | 7–1   | 1-1, 1-0, 5-0 |
| 18.4. | 20:00 | Sydafrika – FAE         | 15–00 | 7-0, 4-0, 4-0 |
| 19.4. | 13:00 | Irland – Nordkorea      | 1–2   | 0-0, 0-1, 1-1 |
| 19.4. | 16:15 | FAE – Luxembourg        | 1–8   | 0-4, 0-3, 1-1 |
| 19.4. | 20:00 | Grækenland – Sydafrika  | 1–8   | 0-2, 0-5, 1-1 |
| 21.4. | 13:00 | Luxembourg – Grækenland | 3–2   | 2-0, 0-1, 1-1 |
| 21.4. | 16:15 | Irland – FAE            | 7–3   | 3-1, 2-0, 2-2 |
| 21.4. | 20:00 | Sydafrika – Nordkorea   | 4–1   | 1-0, 1-0, 2-1 |

| Hold                       | Kampe | Mål   | Mål± | Point |
| -------------------------- | ----- | ----- | ---- | ----- |
| Sydafrika                  | 5     | 39-80 | +31  | 15    |
| Nordkorea                  | 5     | 20-11 | +9   | 12    |
| Luxembourg                 | 5     | 20-13 | +7   | 9     |
| Irland                     | 5     | 18-20 | −2   | 6     |
| Grækenland                 | 5     | 11-27 | −16  | 3     |
| Forenede Arabiske Emirater | 5     | 10-39 | −29  | 0     |

## Kvalifikation til 3. division
Eftersom otte hold var tilmeldt 3. division, og der kun var plads til seks hold, spillede de fire lavest placerede hold ved seneste VM kvalifikation om to pladser i 3. division. De fire hold spillede en enkeltturnering alle-mod-alle, og de to bedst placerede hold, Forenede Arabiske Emirater og Grækenland, kvalificerede sig til 3. division.
Turneringen blev spillet i Abu Dhabi, Forenede Arabiske Emirater i perioden 14. – 17. oktober 2012.
| Dato   | Tid   | Kamp                   | Res.  | Perioder      |
| ------ | ----- | ---------------------- | ----- | ------------- |
| 14.10. | 16:00 | Mongoliet – Georgien   | 6–0   | 1-0, 2-0, 3-0 |
| 14.10. | 19:30 | FAE – Grækenland       | 2–0   | 1-0, 1-0, 0-0 |
| 15.10. | 16:00 | Grækenland – Georgien  | 13–00 | 4-0, 7-0, 2-0 |
| 15.10. | 19:30 | Mongoliet – FAE        | 2–3   | 0-1, 1-2, 1-0 |
| 17.10. | 16:00 | Grækenland – Mongoliet | 5–2   | 1-1, 1-1, 3-0 |
| 17.10. | 19:30 | Georgien – FAE         | 1–9   | 1-1, 0-4, 0-4 |

| Hold                       | Kampe | Mål   | Mål± | Point |
| -------------------------- | ----- | ----- | ---- | ----- |
| Forenede Arabiske Emirater | 3     | 14-30 | +11  | 9     |
| Grækenland                 | 3     | 18-40 | +14  | 6     |
| Mongoliet                  | 3     | 10-80 | +2   | 3     |
| Georgien                   | 3     | 01-28 | −27  | 0     |